# Affaire de la famille Colt
Pour les articles homonymes, voir Colt.
 (août 2017).
Si vous disposez d'ouvrages ou d'articles de référence ou si vous connaissez des sites web de qualité traitant du thème abordé ici, merci de compléter l'article en donnant les références utiles à sa vérifiabilité et en les liant à la section « Notes et références ».
L'affaire de l'inceste de la famille Colt, désignée par les médias en tant que tuyaux de poële Colt, concerne une famille australienne découverte en 2012 pour avoir participé à quatre générations d'inceste à partir de « Tim et June Colt », un couple qui a émigré de Nouvelle-Zélande dans les années 1970. La famille a atteint près de 40 membres allant de grands-parents à des mères, des pères, des fils, des filles, des tantes, des oncles, des neveux, des frères et des sœurs qui s'engagent dans diverses formes d'inceste. Beaucoup d'enfants souffraient de malformations et de problèmes médicaux.
L'enquêteur principal Peter Yeomans déclare à propos de l'affaire : « Je n'ai jamais vu de choses similaires ». Celle-ci a été considérée par beaucoup comme tellement choquante que, dans une action rare, le tribunal de la famille australien a permis de rendre publics tous les détails, même si tous les noms ont été changés en pseudonymes pour la protection des enfants, y compris le nom de famille « Colt ».
Ils vivaient tous dans une ferme près de Boorowa, Nouvelle-Galles du Sud selon les notes de jurisprudence de NSW.

## Contexte
Au cours de la première moitié du XXe siècle, « June et Tim Colt » vivaient en Nouvelle-Zélande. En 1966, June (qui est elle-même le fruit d'une relation incestueuse entre un frère et une sœur) et Tim se sont mariés et ont eu sept enfants ensemble : Martha, Frank, Paula, Cherry, Rhonda, Betty et Charlie, avant de déménager dans l'État de Victoria en Australie dans les années 1970.
La famille était dirigée par la matriarche Betty Colt avec son frère cadet Charlie Colt qui, ensemble, avait 12 enfants. La famille était connue pour se déplacer fréquemment avant que les habitants ne se méfient. Ils se sont déplacés vers la Nouvelle-Galles du Sud, à 20 milles à l'extérieur d'une petite ville, à trois heures et demie au sud-ouest de Sydney. La police a finalement découvert près de 40 membres de la famille vivant dans des conditions sordides dans des tentes , cabanes et des caravanes.

## Enquête
La connaissance de la famille est venue aux autorités en juin 2010, ce qui a entraîné la déclaration de sept « risques de signes de dommage importants ». Cependant, une enquête officielle n'a pas été ouverte avant juillet 2012.
Au cours de l'année suivante, la police a suivi la famille et a mis plusieurs des enfants en famille d'accueil, y compris Bobby et Billy Colt. Les enfants et les adultes ont régulièrement participé à des activités sexuelles, ce qui a entraîné la naissance de certains enfants avec des déformations génétiques. Ils n'avaient pas accès à l'eau courante, aux douches, aux toilettes ou aux produits d'hygiène. La plupart des enfants avaient des infections fongiques. Les Colts ont été accusés d'inceste et de négligence envers les enfants.
En 2018, huit membres de la famille Colt ont été arrêtés.